# Чехонін Сергій Васильович
Чехонін Сергій Васильович (рос. Чехонин Сергей Васильевич 1878—1936) — російський художник і графік, кераміст, член творчого об'єднання «Світ мистецтва».

## Життєпис
Народився в селі Ликошино, Тверська губернія (нині — Бологовський район, Тверська область). Батько був залізничником. З 15-річного віку Сергій почав самостійно заробляти на життя, працював дрібним канцеляристом, креслярем, касиром в системі пароплавства.
У 1896 році перебрався у Санкт-Петербург, де займався в Школі малюнку Товариства заохочення художників (російською — Общества поощрения художников — ОПХ) один рік. Потім перейшов в малювальну школу княгині М. К. Тенішевої, де навчався до 1900 року. Сергій Чехонин ретельно вивчав техніку керамічного виробництва, техніку створення емалі, опанував дизайн інтер'єрів. Почав працювати художником розпису порцеляни, як кераміст брав участь в декоруванні декількох споруд доби російського модерну (сецесія).
Приблизно після 1905 року Сергій Чехонін почав працювати графіком. Починав карикатуристом у декількох періодичних виданнях. Не зупинився на карикатурі, спробував власні сили в книжковій графіці, створив декілька екслібрисів, був майстром шрифту та орнаментів. Став членом творчого об'єднання «Світ мистецтва» (російською «Мира искусства»).
Після більшовицького перевороту в жовтні 1917 року працював (у 1918—1923, 1925—1927 рр.) художником у Державному порцеляновому заводі (якому після падіння комуністичної диктатури повернули історичну назву — Імператорський порцеляновий завод). Як художник з розпису кераміки дотримувався стилістики ретроспективізму, заснованому на формах російського ампіру.
У 1928 році — емігрував з СРСР. Мешкав у Франції та Німеччині, але покинув порцелянове виробництво заради декору текстилю, працював у театрі.
Помер у Німеччині 1936 року.

## Обрані твори (галерея)

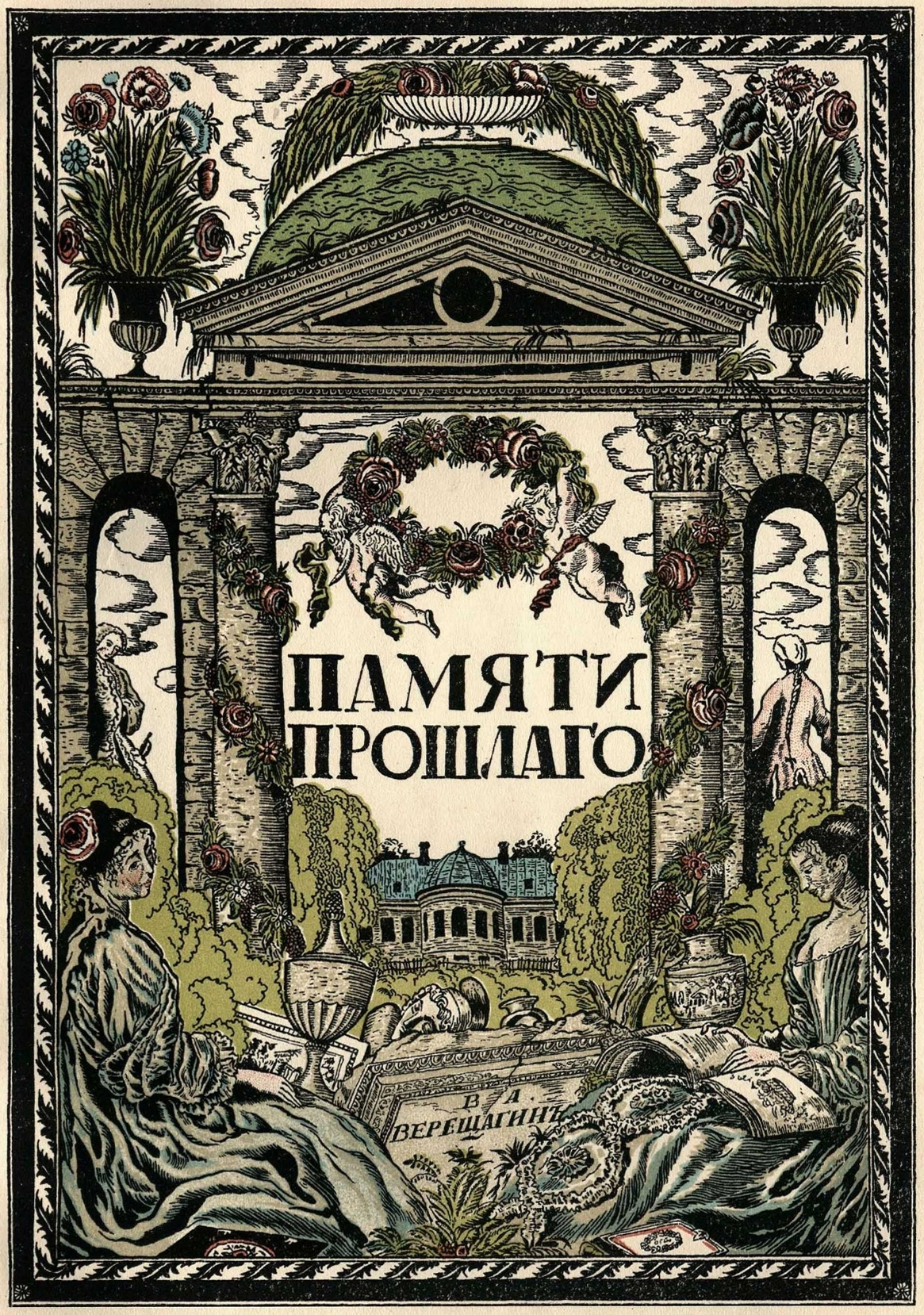
Худ. С. В. Чехонин. Обкладинка книги «Памяти прошлого». 1914 р.

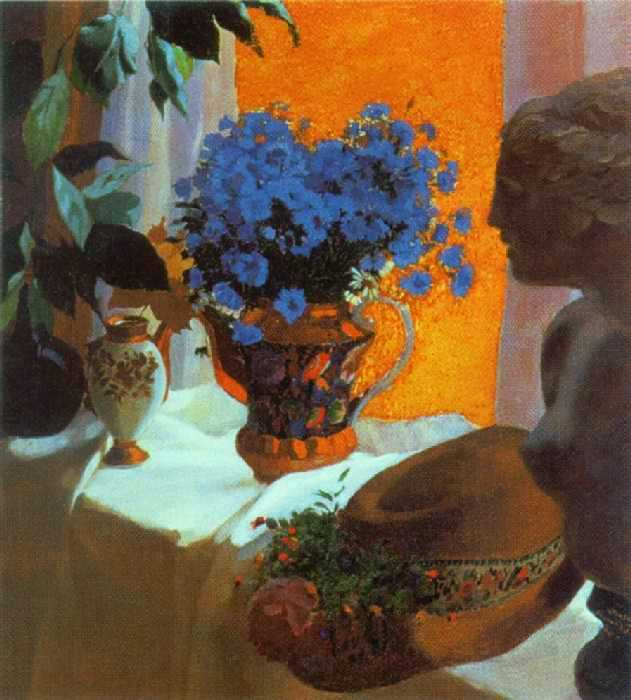
Чехонін С.В. «Натюрморт» (живопис)
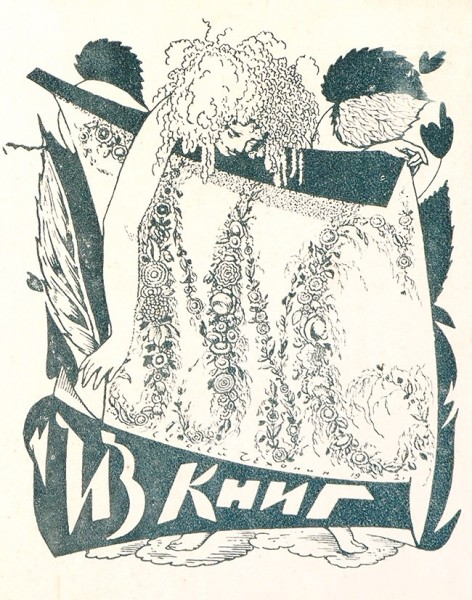
Чехонін С.В. Екслібрис М. Соколовської, 1921 р.